# Suck-tum-mah-kway
Suck-tum-mah-kway  (Crni dabar; engl. Black Beaver), Delaware Indijanaca, bio je traper, izviđač, vodič i prevoditelj. Uz delaware jezik govorio je tečno i engleski, španjolski i francuski, te još osam drugih indijanskih jezika, a poznavao je i znakovni jezik za komunikaciju s indijanskim plemenima čije jezike nije govorio.
Crni dabar rodio se 1806 godine u Belleville u Illinoisu, gdje je njegovo pleme preseljeno nakon Američke revolucije. Kao tinejdžer počinje raditi za American Fur Company. na početku Američkog građanskog rata vođa je puta vojnicima snaga unije od Fort Arbucklea za Kansas putujući više od 500 milja kroz Indijski teritorij kako bi izbjegli konfederacijske snage. Njegove vještine bile su od neprocjenjivog značaja za mnoge bijele doseljenike koje su putovale na zapad, kao i vojne ekspedicije. Za vrijeme zlatne groznice bio je vođa puta ekspedicije Randolpha B. Marcyja koji je vodio 500 bijeloh emigranata iz Fort Smitha u Arkansasu za Santa Fe. na povratku kući slijedilo ga je tisuće emigranata, otkrivši tako tzv. Kalifornijski put (California trail), a zaslužan je sa svojim prijateljem Jessi Chisholmom i za stvaranje Chisholm traila, puta kojim se iz Teksasa sprovodila dugoroka teksaška goveda za Kansas u Abilene. Nakon izviđačkog života postaje rančer kod Anadarka u Oklahomi.

Umro je 8. svibnja 1880. u svome domu na ranču, gdje je i sahranjen. Godine 1976. njegovi posmrtni ostaci preseljeni su na Fort Sill u Oklahomi.

## Vanjske poveznice
- Black Beaver: Delaware Hero of the Civil War
- Black Beaver